# Флауэр, Генри, 1-й виконт Эшбрук
Генри Флауэр, 1-й виконт Эшбрук (англ. Henry Flower, 1st Viscount Ashbrook; ? — 27 июня 1752) — англо-ирландский пэр.

## Биография
Второй сын Уильяма Флауэра, 1-го барона Касл-Дарроу (1685—1746), и его жены Эдит Колфилд, внучки Уильяма Колфилда, 1-го виконта Чарлмонта. Его старший брат Джеффри умер в 1730 году .
В августе 1710 года он получил чин корнета в кавалерийском отряде, а в 1711 году стал капитаном.
Его здоровье беспокоило его семью, о чем свидетельствует письмо его тети по материнской линии Джейн Марты Темпл (вдовствующей графини Портленд) к его отцу в 1738 году, в котором он упоминает, что он остается в Кане «в знак их заботы о молодежи» .
29 августа 1746 года после смерти своего отца Генри Флауэр унаследовал титул 2-го барона Касл-Дарроу в графстве Килкенни (Пэрство Ирландии), став членом Ирландской палаты лордов.
30 сентября 1751 года для него был создан титул 1-го виконта Эшбрука (Пэрство Ирландии).
9 марта 1740 года Генри Флауэр женился на Элизабет Таттон (? — 10 февраля 1759), дочери генерал-лейтенанта Уильяма Таттона. У супругов было трое детей:
- Достопочтенная Элизабет Флауэр (? — 1831)[3], умерла незамужней
- Достопочтенная Мэри Флауэр[3], в 1788 году она вышла замуж за преподобного Джона Николла
- Уильям Флауэр, 2-й виконт Эшбрук (25 июня 1744 — 30 августа 1780)[3]

Лорд Эшбрук скончался 27 июня 1752 года Сент-Стивенс-Грин, Дублин, графство Дублин, Ирландия. Он был похоронен в Фингласе, графство Дублин, Ирландия. Ему наследовал его единственный сын Уильям.